# María Teresa Costantini
María Teresa Correa Ávila, más conocida como María Teresa Costantini o simplemente como Teresa Costantini (Buenos Aires, 9 de octubre de 1949), es una actriz, guionista, productora y directora cinematográfica argentina.

## Biografía
Es hija de Lía Susana López Naguil y de Carlos Correa Ávila, quien se desempeñó como embajador y funcionario del primer gobierno de Juan Domingo Perón. Debido al trabajo de su padre, Teresa vivió gran parte de su infancia y de su juventud fuera de Argentina, en Italia, Inglaterra y Estados Unidos.
Contrajo matrimonio con el empresario y coleccionista de arte Eduardo Costantini en 1966, a los 17 años, y se divorciaron en 1994.

## Filmografía

### Actriz
- Mujeres (1989) dir. Rosario Zubeldía.
- Nunca estuve en Viena (1989) dir. Antonio Larreta.
- Rompecorazones (1992) dir. Jorge Stamadianos como Viviana.
- Cuatro caras para Victoria (1992) dir. Oscar Barney Finn como Emily Bronte.
- De amor y de sombra (1994) dir. Betty Kaplan como Reportera de televisión.
- Mar de amores (1997) dir. Víctor Dinenzon como Daniela.
- Acrobacias del corazón (2000) dir. Teresa Costantini como Marisa.
- Dirigido por... (2005) dir. Rodolfo Durán entrevistada como ella misma.
- El amor y la ciudad (2006) dir. Teresa Costantini

### Directora
- Acrobacias del corazón (2000)
- Sin intervalo (2002)
- El amor y la ciudad (2006)
- Felicitas (2009)
- Yo soy así, Tita de Buenos Aires (2017)

### Guionista
- Acrobacias del corazón (2000)
- Sin intervalo (2002)
- El amor y la ciudad (2006)
- Felicitas (2009)
- Yo soy así, Tita de Buenos Aires (2017)

## Televisión
- Cartas de amor en cassette (serie, 1993) como Laura, 19 episodios
- Bajamar, la costa del silencio (serie, 1998) como Anaté, 1 episodio